# Ribes grandisepalum
Ribes grandisepalum är en ripsväxtart som beskrevs av Durán-Esp., Avendaño. Ribes grandisepalum ingår i släktet ripsar, och familjen ripsväxter. Inga underarter finns listade i Catalogue of Life.